# Barrage d'Échancieux

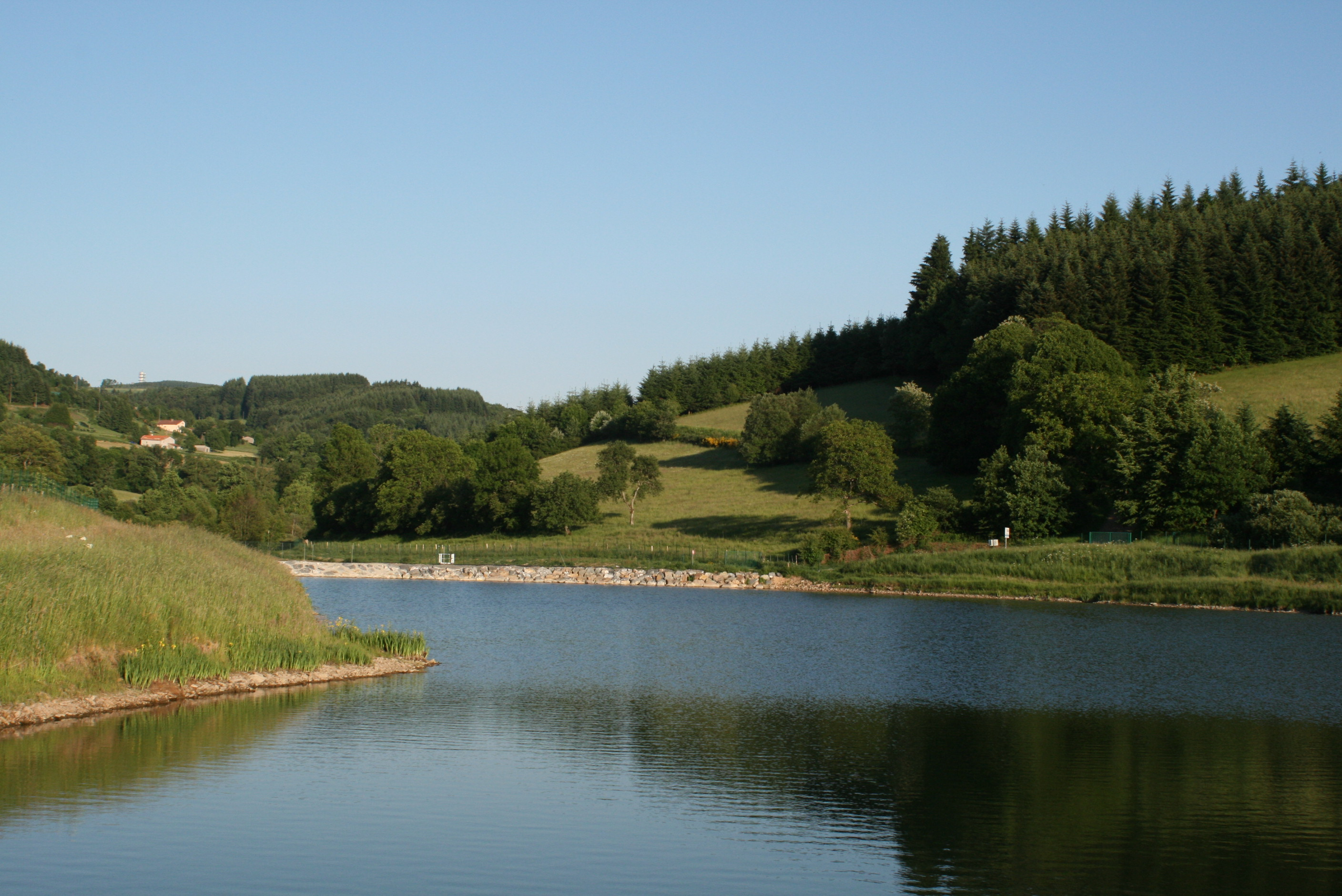
Le bassin de retenu du Gantet.

Le barrage d'Échancieux est un barrage en béton construit en 1951 sur les eaux du ruisseau Gantet et alimenté par les eaux des sources Perrier, Goujet et la Goutte, situé sur le territoire de la commune de Violay, dans le département de la Loire. 
Le barrage d'Échancieux alimente en eau potable les communes de Sainte-Colombe-sur-Gand, Saint-Just-La-Pendue, Croiset-sur-Gand, Neulise et Saint-Marcel-de-Félines. Le syndicat des eaux du Gantet regroupant les communes a été créé afin de gérer le captage et la distribution en eau de quelque 2250 abonnés.
Le bassin, qui a été rehaussé en 1959, se situe dans une zone de basse montagne à une altitude moyenne de 648 mètres.
Le Gantet est la rivière qui s'en échappe et qui vient se jeter dans le Gand.